# Tipula proctotricha
Tipula proctotricha är en tvåvingeart som beskrevs av Alexander 1945. Tipula proctotricha ingår i släktet Tipula och familjen storharkrankar.
Artens utbredningsområde är Ecuador. Inga underarter finns listade i Catalogue of Life.